# Metopoceras kneuckeri
Metopoceras kneuckeri är en fjärilsart som beskrevs av Hans Rebel 1903. Metopoceras kneuckeri ingår i släktet Metopoceras och familjen nattflyn. Inga underarter finns listade i Catalogue of Life.